# Margaretamys
Margaretamys — рід пацюків (Rattini), ендемічних для острова Сулавесі в Індонезії. 

## Таксономія й етимологія
До 1973 року він був відомий лише з кількох прикладів одного виду. Потім Гай Г. Муссер зібрав більше зразків цього виду під час свого перебування на Сулавесі, а також зібрав 2 нові види. А в 1981 році, як частина свого величезного проекту сортування тодішнього дуже великого роду Rattus, описав їх як представників нового роду, Margaretamys.
Родовою назвою вшановано Маргарету Бекер.

## Морфологічна характеристика
Довжина голови й тулуба від 96 до 197 мм, довжина хвоста від 150 до 286 мм і вага до 150 грамів. Волосяний покрив короткий і щільний. Навколо очей і на морді зазвичай темніша маска. Є рідкісні напівколючі волоски. Вуса дуже довгі. Ноги короткі й широкі, пристосовані до деревного життя. Пальці з короткими і вигнутими кігтями, крім великого пальця, зведеного до горбка зі сплюснутим нігтем. Хвіст значно довший за голову і тулуб і має пучок волосся на кінчику.

## Спосіб життя
Це деревний рід.